# Jamshedpur Football Club
El Jamshedpur Football Club (en hindi: जमशेदपुर फुटबॉल क्लब) es un club de fútbol profesional de la India, ubicado en la ciudad de Jamshedpur, en el estado de Jharkhand. Desde su fundación en 2017, participa en la Superliga de India (Indian Super League, ISL), la liga de mayor nivel del país. El club es propiedad de Tata Steel, una subsidiaria del conglomerado Tata Group, y se ha destacado como el primer equipo en la liga en tener un estadio propio y un complejo de entrenamiento exclusivo.

## Historia
El Jamshedpur FC se fundó el 12 de junio de 2017 después de que Tata Steel ganara una de las dos plazas de expansión para la Superliga de India (ISL). Esta expansión fue anunciada por los organizadores, Football Sports Development, con el objetivo de incluir nuevas ciudades como Jamshedpur, Bangalore e Hyderabad en la liga. Al mismo tiempo, el club se convirtió en pionero en la ISL al ser el primero en contar con un estadio propio, el JRD Tata Sports Complex, y un complejo de entrenamiento de alto nivel.

### Temporada 2017-18
Jamshedpur FC hizo su debut en la ISL el 18 de noviembre de 2017 con un empate sin goles contra NorthEast United FC en el estadio Indira Gandhi Athletic Stadium en Guwahati. El equipo, dirigido por el entrenador inglés Steve Coppell, mostró buen desempeño defensivo en su primera temporada, aunque le faltó eficacia en ataque. El primer partido en casa del club fue el 1 de diciembre de 2017, en el JRD Tata Sports Complex, donde empató 0-0 contra el campeón defensor ATK. El equipo logró su primera victoria en el cuarto partido de la temporada, derrotando a Delhi Dynamos 1-0 con gol de Izu Azuka, convirtiéndose en el primer anotador en la historia del club. Sin embargo, Jamshedpur finalizó en quinto lugar en la tabla y no logró clasificar a los playoffs.

### Temporada 2018-19
Antes de la segunda temporada, Jamshedpur FC nombró a César Ferrando como su nuevo entrenador. El equipo firmó a jugadores importantes, como Tim Cahill, la estrella australiana que fue uno de los fichajes más mediáticos en la historia de la ISL. Otros jugadores notables fueron los españoles Carlos Calvo Sobrado y Mario Arques, quienes sumaron experiencia al equipo. A pesar de una temporada competitiva y buenos resultados al inicio, Jamshedpur terminó en el quinto puesto nuevamente, quedando fuera de la contienda por el título.

### Temporada 2019-20
Para la temporada 2019-20, el entrenador español Antonio Iriondo asumió el mando del equipo. Con una combinación de talento joven y fichajes extranjeros como Aitor Monroy, Sergio Castel y Noé Acosta, Jamshedpur FC mostró un inicio fuerte. Ganaron sus dos primeros partidos de la temporada, pero debido a lesiones y altibajos en el rendimiento, el equipo finalizó en octavo lugar, una de las posiciones más bajas en su historia hasta entonces, y se quedó nuevamente sin el pase a los playoffs.

### Temporada 2020-21
Tras una temporada complicada, Jamshedpur FC decidió cambiar de entrenador y contratar a Owen Coyle, quien había tenido éxito en la liga con Chennaiyin FC. Bajo su liderazgo, el equipo incorporó nuevos talentos como Nerijus Valskis, Peter Hartley y el exinternacional nigeriano Stephen Eze, así como jugadores locales destacados. Debido a la pandemia de COVID-19, la temporada se jugó a puerta cerrada en Goa. Jamshedpur mostró una mejora en su rendimiento y terminó en la sexta posición, aunque sin clasificar a los playoffs.

### Temporada 2021-22
La temporada 2021-22 fue histórica para Jamshedpur FC, ya que el equipo logró su primer título en la Indian Super League al ganar la League Winners' Shield, que reconoce al mejor equipo de la fase regular. Con Owen Coyle al mando, el equipo estableció récords y alcanzó la primera posición en la tabla, destacando por su consistencia y estrategia en cada juego. Sin embargo, en los playoffs fueron derrotados en semifinales, dejando pasar la oportunidad de ganar el campeonato.

### Temporada 2022-23
Después del éxito de la temporada anterior, Owen Coyle dejó el equipo. Scott Cooper, un entrenador irlandés, fue nombrado nuevo director técnico en julio de 2022. A pesar de la expectativa generada, los resultados no fueron los esperados y en diciembre de 2023 el club decidió separar caminos con Cooper. Khalid Jamil, uno de los entrenadores más experimentados de la India, asumió el cargo a finales de la temporada con el objetivo de revitalizar al equipo.

### Temporada 2023-24
Con Khalid Jamil al frente, Jamshedpur FC se propuso consolidar su rendimiento y luchar por los playoffs. Jamil introdujo un estilo de juego más balanceado, buscando mejorar tanto en defensa como en ataque. A mitad de temporada, el equipo mostró signos de mejora y se centró en alcanzar una posición competitiva en la tabla. Al mismo tiempo, Jamshedpur FC reforzó su compromiso con el desarrollo de jóvenes talentos a través de la Tata Football Academy y su asociación continua con el club español Atlético de Madrid para el fortalecimiento de su estructura juvenil.

### Temporada 2024-25
Para la temporada 2024-25, Jamshedpur FC mantiene a Khalid Jamil como entrenador y tiene como meta no solo clasificar a los playoffs, sino también ser un serio contendiente por el título de la ISL. Con la infraestructura y el respaldo de Tata Group, el club ha hecho importantes fichajes y mejoras en su cuerpo técnico, enfocándose en construir un equipo sólido que combine experiencia y juventud.
El club también ha ampliado su base de seguidores, conocidos como los Red Miners, y ha fortalecido su relación con la comunidad local a través de varias iniciativas de desarrollo juvenil y eventos de interacción con los fanáticos en Jamshedpur.

### Compromiso con el Desarrollo Juvenil
Desde su creación, Jamshedpur FC ha invertido en el desarrollo del talento local y la promoción del fútbol juvenil. Su Tata Football Academy (ahora conocida como Jamshedpur FC Academy) es reconocida en toda la India como una de las mejores academias de formación de jugadores y ha sido calificada con cuatro estrellas por la Federación de Fútbol de la India (AIFF) en la temporada 2019-2020. La asociación con Atlético de Madrid ha proporcionado una guía técnica valiosa, y el club ha establecido centros de entrenamiento en colaboración con la Sociedad de Desarrollo Rural de Tata Steel (TSRDS), beneficiando a más de 2,000 jóvenes de la región.

## Símbolos

### Colores
Los colores oficiales de Jamshedpur FC son el rojo y el azul. Estos colores representan la energía, la fortaleza y el espíritu de lucha de la ciudad industrial de Jamshedpur y de su propietario, Tata Steel. El equipo juega sus partidos en casa con camisetas rojas con mangas azules, pantalones y medias rojas, una combinación que simboliza tanto la pasión de los jugadores como el apoyo de sus seguidores.

### Escudo
El escudo de Jamshedpur FC es una representación poderosa de sus raíces industriales y su historia local. Tiene una forma circular, con un escudo al centro, en cuyo diseño se encuentra una pelota de fútbol hecha de acero fundido. Este detalle no solo refleja la conexión directa del equipo con Tata Steel, sino que también es un homenaje a la ciudad de Jamshedpur, conocida como un centro industrial. La fusión de acero, simbolizada en el balón, representa la fortaleza y la resistencia, cualidades fundamentales para el club y su comunidad.
El escudo incorpora símbolos tribales en su borde exterior, rindiendo homenaje a la rica herencia cultural y tribal del estado de Jharkhand. Esto simboliza el vínculo profundo entre el equipo y su comunidad, destacando la importancia de sus raíces y su orgullo local. El nombre del club está escrito en inglés en la circunferencia del escudo, lo que facilita su reconocimiento tanto a nivel nacional como internacional.

## Estadio
El JRD Tata Sports Complex, conocido como "La Fundición" ("The Furnace") debido a la pasión de sus fanáticos y el ambiente electrizante que se vive en cada partido, es el estadio donde Jamshedpur FC juega sus partidos como local. Este estadio se encuentra en Jamshedpur, Jharkhand, y es el primer estadio propio de un club en la Indian Super League (ISL), lo cual ha marcado un hito en la liga. 
Inaugurado en 1991 y nombrado en honor a Jehangir Ratanji Dadabhoy Tata (JRD Tata), uno de los líderes más influyentes de Tata Group, el estadio fue diseñado para albergar hasta 60,000 espectadores. Sin embargo, tras una renovación en 2017 para adecuarse a los requisitos de la ISL y mejorar sus instalaciones, su capacidad fue ajustada a 24,424 espectadores para los partidos de fútbol, aunque sigue siendo uno de los estadios más grandes en la liga.
El complejo deportivo cuenta con instalaciones de alta calidad, incluyendo un campo de césped natural bien mantenido, graderías modernas y zonas VIP, además de espacios de entrenamiento y recuperación para los jugadores. Aparte de fútbol, el JRD Tata Sports Complex también está equipado para albergar otras actividades deportivas y recreativas, como atletismo, natación y deportes de interior, convirtiéndose en un centro importante para el deporte en Jamshedpur.
El estadio ha sido testigo de algunos de los momentos más memorables para Jamshedpur FC, con una de las bases de seguidores más apasionadas de la ISL, conocidos como los Red Miners. En cada partido, la afición llena las gradas, generando un ambiente único que se ha ganado el reconocimiento de jugadores y entrenadores, quienes consideran al público como el "jugador número 12".